# ブロン (フランス)
ブロン （Bron）は、フランス、オーヴェルニュ＝ローヌ＝アルプ地域圏、リヨン県のコミューン。

## 地理
リヨン東部にあるバンリューである。トラムを利用すると数分でリヨン中心部に行ける。

## 交通
- 航空 - リヨン＝ブロン空港。ビジネスジェット用に利用される。
- トラム - 19世紀に最初導入され、いったん廃止された後2001年に再導入された。ブロン内には駅が8箇所ある

## 歴史
ラ・テーヌ文化時代の石器が発見されている。
この地はガリア時代の首都ルグドゥヌムにそれほど近くなかったが、ストラボンも言及したローマ街道がイタリアまで直接伸びていた。古代にはブルグント族やフランク族のブルグント王国に属した。
- 1030年 - ブロンを含むヴィエンヌ伯領、ドーフィネの一部となる。
- 1276年 - ブロンのキリスト教教区について初めて言及される
- 1790年 - イゼール県の一部となる
- 1851年 - ローヌ県ヴィルールバンヌ郡に編入される
- 1902年 - トラムが初めて電化される
- 1910年 - ブロン飛行場に航空アカデミーが開校する。
- 1944年 - 飛行場の爆撃により、教会建物を含む45軒の建物が影響を受ける
- 1954年から1959年 - パリイー地区に集合住宅が建設される。

## 人口統計
| 1962年 | 1968年 | 1975年 | 1982年 | 1990年 | 1999年 | 2006年 |
| ------ | ------ | ------ | ------ | ------ | ------ | ------ |
| 26 959 | 41 619 | 44 563 | 40 638 | 39 683 | 37 369 | 39 000 |

Sources : CassiniとInsee